# K'naan
K'naan, pseudonimo di Keinan Abdi Warsame (Mogadiscio, 30 maggio 1978), è un rapper somalo naturalizzato canadese.

## Biografia
Nato nel 1978, K'naan ha trascorso la sua giovinezza nel distretto di Wardhiigleey (il "fiume di sangue"), venendo coinvolto nella guerra civile in Somalia iniziata nel 1986, sua zia Magool era una delle più famose cantanti dell'Africa orientale, il nonno di K'naan, Haji Mohamed, era un poeta.
Il padre di K'naan, Abdi, lasciò il paese assieme ad altri intellettuali per muoversi a New York ed intraprendere il lavoro di tassista, mandando periodicamente soldi alla famiglia e dischi hip hop di Nas e Rakim al giovane K'naan. Nonostante il ragazzo non conoscesse affatto l'inglese, prese comunque una dizione tipica dell'hip hop, copiando le liriche e lo stile poetico.
Tuttavia il deteriorarsi della situazione somala costrinse la famiglia a chiedere rifugio politico negli Stati Uniti d'America, nel 1991 nell'ultimo giorno in cui rimase aperta l'ambasciata statunitense durante il collasso del governo di Mohammed Siad Barre, il visto fu approvato e la famiglia si imbarcò sull'ultimo volo disponibile. Si riunirono al resto della famiglia ad Harlem per poi spostarsi a Rexdale, Ontario, dove già esisteva un'importante comunità somala, e dove la famiglia di K'naan ancora vive. In questo nuovo paese, K'naan iniziò a studiare inglese, ricominciando a coltivare la sua passione per l'hip hop. Smise di frequentare la scuola al decimo anno, per viaggiare per il mondo partecipando agli eventi hip hop "open mic", prima di tornare a Toronto.
Divenne amico e socio del promotore canadese Sol Guy ed il suo team lo aiutò a partecipare ad una udienza dell'alto commissariato per i rifugiati dell'ONU nel 1999 dove si esibì in un brano di spoken word che criticava il comportamento dell'ONU nella fallimentare missione di aiuto alla Somalia successivamente alla guerra civile. Tra i membri presenti all'udienza anche il cantante senegalese Youssou N'Dour, che rimase impressionato dal giovane MC e dalla sua prova tanto da invitarlo a contribuire al suo album del 2001 dal titolo Building Bridges, un progetto che ebbe come seguito un tour mondiale a cui K'naan partecipò.
Questo progetto porto K'naan ad altri appuntamenti dell'ONU così come al Montreal Jazz Festival, e gli diede modo di conoscere il produttore canadese Jarvis Church ed il suo Track & Field team nel 2002, quando produsse il suo album di debutto intitolato The Dusty Foot Philosopher, che fu pubblicato nel 2005 ed ebbe ottime note dalla critica. Nel 2006 il disco vinse il Juno Award come Rap Recording of the Year, e fu nominato per la prima edizione del Polaris Music Prize. Vinse anche il BBC Radio 3 Award for World Music nella categoria esordienti per l'anno 2007.
Ha poi lavorato in date live e con artisti come Mos Def, The Roots, Dead Prez e Pharoahe Monch in tournée come il Live 8 e Breedlove Odyssey. Ha inoltre collaborato con Damian Marley nel "Welcome to Jamrock". Nel 2005, ha risposto a dicerie su una sua disputa con il rapper canadese K-os, realizzando il mixtape Revolutionary Avocado. Ha poi pubblicato The Dusty Foot on the Road, una collezione di registrazioni realizzate nel tour della Wrasse Records.
Nel 2009 pubblica l'album Troubadour e l'anno seguente esce il singolo Wavin' Flag che in poco tempo raggiunge il secondo posto nelle classifiche canadesi. Della canzone c'è una cover in cui K'naan duetta con David Guetta e will.i.am e un'altra registrata con il supergruppo Young Artists for Haiti per raccogliere fondi per Haiti. Una cover remixata di Wavin' Flag è stata scelta per rappresentare la Coca-Cola ai Mondiali di calcio 2010 in Sudafrica. La cover vede la partecipazione di David Bisbal che canta in spagnolo e un'altra versione con Nancy Ajram che canta in arabo.
Nell'ottobre del 2010, grazie anche al successo ottenuto a livello mondiale dal singolo Wavin' Flag, viene premiato ai MOBO Awards 2010 come Best African Act
Nell'ottobre del 2011, in occasione della celebrazione dei 10 anni di attività della Clinton Foundation, K'naan si esibisce con un nuovo singolo Bulletproof Pride accompagnato da Bono degli U2.
Nel 2012 partecipa, con altri importanti artisti, alla realizzazione di un album celebrativo, Chimes of Freedom - The Songs of Bob Dylan, un progetto di beneficenza per i 50 anni di Amnesty International, contenente, appunto, cover dei migliori brani del grande menestrello, Bob Dylan. K'naan partecipa con una suggestiva ed emozionante reinterpretazione di With God On Our Side.

## Discografia

### Album in studio
- 2000 – What Next? (pubblicato come Keinaan)
- 2004 – My Life Is a Movie
- 2005 – The Dusty Foot Philosopher
- 2009 – Troubadour
- 2012 – Country, God or the Girl

### Album dal vivo
- 2007 – The Dusty Foot on the Road

### EP
- 2012 – More Beautiful Than Silence

### Singoli
- 2008 – ABC's (Madden '09)
- 2009 – Wavin' Flag
- 2010 – Stop for a Minute (con i Keane)
- 2010 – Bang Bang (ft. Adam Levine)
- 2012 – Is Anybody Out There (ft. Nelly Furtado)
- 2012 – Nothing to Lose (ft. Nas)
- 2012 – Hurt Me Tomorrow

### Collaborazioni
- 2009 – TV in the Radio (Wale featuring K'naan)
- 2010 – Each Tear (Mary J. Blige featuring K'naan)
- 2010 – Tribal War (da Distant Relatives' con Nas e Damian Marley featuring K'naan)
- 2010 – Africa Must Wake Up (da Distant Relatives con Nas e Damian Marley featuring K'naan)
- 2011 – Summer Paradise (Simple Plan featuring K'naan)

## Filmografia
- Cosmopolis (2012)